# Episodi di Squadra Speciale Cobra 11 (nona stagione)
La nona stagione della serie televisiva Squadra Speciale Cobra 11 è stata trasmessa in prima visione in Germania da RTL in tre diversi periodi: dal 10 febbraio al 31 marzo 2005 (episodi 126-133 secondo l'ordine di messa in onda, costituenti la stagione 17 di RTL), dal 15 settembre al 20 ottobre seguenti (stagione 18 di RTL, comprendente gli episodi 134-138) e infine dal 6 al 20 aprile 2006 per i rimanenti episodi (140-142, parte della stagione 19). In Italia è stata trasmessa in prima visione da Rai 2 dal 5 dicembre 2005 al 23 gennaio 2006 per i primi dodici episodi, e conclusa dal 20 al 27 giugno 2007, seguendo l'ordine di produzione.
| nº | n° RTL (diffusione) | Titolo originale     | Titolo italiano        | Prima TV Germania | Prima TV Italia  |
| -- | ------------------- | -------------------- | ---------------------- | ----------------- | ---------------- |
| 1  | 126                 | Comeback             | Il ricattatore         | 10 febbraio 2005  | 5 dicembre 2005  |
| 2  | 131                 | Feindliche Übernahme | La vedova esplosiva    | 17 marzo 2005     | 5 dicembre 2005  |
| 3  | 128                 | Heldentage           | Sospesi nel vuoto      | 24 febbraio 2005  | 12 dicembre 2005 |
| 4  | 127                 | Der Kommissar        | Il commissario         | 17 febbraio 2005  | 12 dicembre 2005 |
| 5  | 141                 | Fieber               | Febbre                 | 13 aprile 2006    | 19 dicembre 2005 |
| 6  | 135                 | Notwehr              | Senza scelta           | 22 settembre 2005 | 19 dicembre 2005 |
| 7  | 130                 | Jäger und Gejagte    | Il collezionista       | 10 marzo 2005     | 2 gennaio 2006   |
| 8  | 133                 | Feueralarm           | Allarme incendio       | 31 marzo 2005     | 2 gennaio 2006   |
| 9  | 129                 | Hochspannung         | Blackout               | 3 marzo 2005      | 16 gennaio 2006  |
| 10 | 132                 | Explosiv             | Vecchie ferite         | 24 marzo 2005     | 16 gennaio 2006  |
| 11 | 137                 | Auf der Jagd         | Il giorno del giudizio | 6 ottobre 2005    | 23 gennaio 2006  |
| 12 | 140                 | Am Abgrund           | Sandy                  | 6 aprile 2006     | 23 gennaio 2006  |
| 13 | 136                 | Zivilcourage         | Figlio coraggioso      | 29 settembre 2005 | 20 giugno 2007   |
| 14 | 134                 | Brennpunkt: Autobahn | La valigetta           | 15 settembre 2005 | 20 giugno 2007   |
| 15 | 142                 | Ausser Kontrolle     | Fuori controllo        | 20 aprile 2006    | 27 giugno 2007   |
| 16 | 138                 | Kleine Schwester     | Sorella minore         | 20 ottobre 2005   | 27 giugno 2007   |

## Il ricattatore
- Titolo originale: Comeback
- Diretto da: Sebastian Vigg
- Scritto da: Ingo Regenbogen, Horst Wieschen

### Trama
Dopo l'addio di Jan Richter, inspiegabilmente scomparso dal comando, per Semir sono giornate noiose: senza un partner, costretto a lavorare da solo, arriva a prendere la decisione di lasciare l'Autostradale. Una chiamata anonima segnala una bomba su di una vettura di un'agenzia di consegne; nonostante Semir, aiutato da Schröder, faccia tutto il possibile, è costretto ad assistere impotente all'esplosione mentre l'autista è ancora a bordo, e questo contribuisce ulteriormente ad allontanare il suo futuro dalla polizia. Giunto al comando, comunica al capo e ai suoi colleghi la sua scelta: il suo ultimo compito è quello di risolvere questo caso, dopodiché il distretto Cobra non sarà più il suo luogo di lavoro. Lavorando sull'identificazione della misteriosa voce, essa viene riconosciuta appartenere a "Mr. Black", un criminale ritenuto morto due anni prima. Nessuno alla polizia ha informazioni su di lui né tanto meno un identikit, ma un uomo è stato l'unico a vederlo in faccia: Tom Kranich, l'ex collega di Semir che aveva lasciato la polizia due anni prima. All'inizio Tom è molto restio a collaborare al caso, visto ciò che il distretto Cobra gli ricorda, ma ben presto si farà prendere dall'entusiasmo fino a decidere di ritornare in azione e a convincere il suo amico Semir a rimanere in Cobra 11.
- Altri interpreti: Peter Benedict (Gernod Soldan), Tatjana Clasing (signora Schneider), Glenn Goltz (Wolf Gruber), Markus H. Eberhard (Kai Schröder).

## La vedova esplosiva
- Titolo originale: Feindliche Übernahme
- Diretto da: Carmen Kurz
- Scritto da: Christian Heider, Alexander Kraus

### Trama
Il distretto è pronto per il torneo di bowling; il pullman che passa a prendere i poliziotti è di un amico di Dieter, Günther Fallada, titolare di una piccola impresa di trasporto passeggeri. Il pullman è però stato sabotato ai freni e si ribalta durante il viaggio. I sospetti di Fallada cadono su Bresser, un grande imprenditore di trasporti che da tempo mira ad assorbire la sua ditta per sgominare la concorrenza nei trasporti pubblici. Fallada viene chiamato da Bresser per un appuntamento d'affari ma trova l'uomo assassinato in casa con la moglie in lacrime; Dieter pensa che l'amico abbia sparato al ricattatore durante una crisi di nervi e lo fa arrestare. Le indagini porteranno a ben altra conclusione.
- Altri interpreti: Jockel Tschiersch (Günther Fallada), Caroline Schreiber (Iris Fallada), Klaus Zmorek (Timo Bresser), Chrissy Schulz (Patricia Bresser).

## Sospesi nel vuoto
- Titolo originale: Heldentage
- Diretto da: Carmen Kurz
- Scritto da: Ingo Regenbogen, Horst Wieschen

### Trama
Hartmut e la sua ragazza Natalie vengono rapiti da spacciatori di droga che rivogliono un estintore, lasciato in un'auto sequestrata, contenente una nuova droga. Hartmut grazie all'intervento di Tom e Semir riesce a liberarsi e dovrà eseguire gli ordini degli spacciatori per liberare anche Natalie.
- Altri interpreti: Diana Amft (Natalie), Angelika Bartsch (signora Rosberg), Martin Rapold (Beck), Guido Renner (Levandovski), Robert Meller (Dott. Wallbrecht).

## Il commissario
- Titolo originale: Der Kommissar
- Diretto da: Axel Sand
- Scritto da: Ralf Ruland

### Trama
Un uomo causa un incidente sull'autostrada, quindi viene portato al comando dove viene a sua volta interrogato. L'uomo si rivelerà essere poi un ex commissario, che si è dimesso dalla polizia e sta svolgendo un'indagine privata sul suo nuovo vicino di casa, un certo Kramer. Tom e Semir inizialmente non credono alla sua versione, ma in seguito Kramer si rivelerà essere sotto falsa identità.
- Altri interpreti: Hans Jürgen Hürrig (Lambertz), Dirk Schoedon (Kramer), Tanja Wenzel (signora Kramer).

## Febbre
- Titolo originale: Fieber
- Diretto da: Axel Sand
- Scritto da: Frank Koopman, Jeanet Pfitzer

### Trama
Mentre è nel parcheggio di una farmacia che sta aspettando Otto con le medicine, Dieter con qualche linea di febbre di troppo è testimone di un omicidio, e cercando di inseguire l'auto dell'assassino in fuga, provoca un incidente nel quale finisce fuori strada. Vista la sua condizione fisica nessuno crede inizialmente alla sua versione, e anche una volta convinti i colleghi non sarà facile risolvere il caso.
- Altri interpreti: Julia Bremermann (signora Wichert), Stefan Weinert (Becker), Anton Figl (Schmidke).

Nota: a causa del diverso ordine degli episodi tra Germania e Italia, questo episodio è stato trasmesso in Italia prima che in patria.

## Senza scelta
- Titolo originale: Notwehr
- Diretto da: Axel Barth
- Scritto da: Lorenz Stassen

### Trama
Andrea, per salvare la vita a Semir, uccide un rapinatore. La moglie dell'uomo ucciso farà di tutto per vendicare la morte dell'amato marito; Semir dovrà invece salvare la moglie.
- Altri interpreti: Nils Düwell (Robert Wolff), Daniela Preuß (Carolin Wolff), Ronald Zillinger (Frank Wolff).

## Il collezionista
- Titolo originale: Jäger und Gejagte
- Diretto da: Axel Barth
- Scritto da: Andreas Heckmann, Andreas Schmitz

### Trama
Un sudamericano alla guida di un furgone viene fatto accostare da Tom e Semir per un controllo in autostrada. L'uomo cerca di sfuggire creando un incidente. Sul furgone viene ritrovato un felino di una specie protetta. Le indagini portano a un traffico di animali in via d'estinzione che ha come cliente un trafficante dell'Est. Nella banda è infiltrata la dott. Firster, agente segreto che si finge veterinario dello zoo e nel contempo dirige le operazioni di scambio degli animali per smascherare il capobanda.
- Altri interpreti: Ina Rudolph (signora Dott. Firster), Andreas Borcherding (Kappmann), Karsten Dörr (Wiesinger), Dimitri Tellis (Perez).

## Allarme incendio
- Titolo originale: Feueralarm
- Diretto da: Raoul W. Heimrich
- Scritto da: Sven Ulrich, Jörg Schnitger

### Trama
Un pompiere di ruolo scopre che nel proprio distretto alcuni colleghi complottano con un agente assicuratore per dare alle fiamme degli stabili e incassarne l'assicurazione. L'uomo viene scoperto e i suoi colleghi corrotti gli sparano; ancora vivo scappa con l'auto ma crea un incidente autostradale nel quale perderà la vita. Tom e Semir indagheranno sull'accaduto anche se i colpevoli cercheranno di sviare i sospetti, prima su di un piromane, poi su di una collega della vittima.
- Altri interpreti: Peter Heinrich Brix (Klaus Wolters), Tessa Mittelstaedt (Nicole Braun), Klaus Lehmann (Uwe), Frank Voß (Petersen), Markus H. Eberhard (Kai Schröder).

## Blackout
- Titolo originale: Hochspannung
- Diretto da: Raoul W. Heimrich
- Scritto da: Markus Hoffmann

### Trama
Tom assiste a un incidente in autostrada; dopo di che va a controllare l'auto uscita di strada e scopre che il conducente è morto. Appena tornati al commissariato la Engelhardt concede ai due poliziotti una vacanza e decidono di trascorrere le ferie in un bosco fuori dal loro campo di azione. Quando Semir si allontana Tom viene rapito da una banda di criminali che vuole rapinare una banca. Toccherà a Semir salvare il suo compagno e arrestare i criminali.
- Altri interpreti: Stefan Gebelhoff (Heller), Christoph Grunert (Victor Roth).

## Vecchie ferite
- Titolo originale: Explosiv
- Diretto da: Sebastian Vigg
- Scritto da: Markus Hoffmann

### Trama
In cinque giorni, ben quattro camion vengono rubati da Petersen, un ladro che vuole mandare in rovina il suo capo distruggendoli e incassando da lui i soldi dell'assicurazione; tuttavia, Petersen è solo una pedina nelle mani di un certo Beyer, che produce della droga sintetica con i funghi.
- Altri interpreti: Hannes Hellmann (Christian Beyer), Bernd Grawert (Petersen), Dieter Matthes (Korn).

## Il giorno del giudizio
- Titolo originale: Auf der Jagd
- Diretto da: Raoul W. Heimrich
- Scritto da: Horst Wieschen, Ingo Regenbogen

### Trama
Un ragazzo che lavora in una ditta che produce antivirus per i computer viene ucciso; in punto di morte però riesce a mandare un indirizzo russo a un suo amico. Semir e Tom scoprono che il ragazzo aveva scoperto delle informazioni scottanti su un potente virus informatico.
- Altri interpreti: Matthias Schloo (Mike), Ivonne Schönherr (Nadine), Moritz Lindbergh (Georg Seiler), Lenn Kudrjawizki (Strack), Joris Gratwohl (Kevin).

## Sandy
- Titolo originale: Am Abgrund
- Diretto da: Raoul W. Heimrich
- Scritto da: Arne Nolting, Jan-Martin Scharf

### Trama
Un gruppo di motociclisti assale un furgone che trasporta diamanti falsi e ruba l'intero carico. Per poterli mettere sul mercato hanno però bisogno di certificati di autenticità falsi. La società che analizza diamanti si trova in una delle torri più alte di Colonia e, per riuscire nel loro intento, i tre malviventi rapiscono il ragazzo di Sandy, una ragazza specializzata in base jumping, e, ricattandola, la costringono a rubare i certificati falsi per poi fuggire lanciandosi dall'alto della torre. Qualcosa va storto e le indagini di Cobra 11 salveranno in extremis la donna e il ragazzo. Intanto Dieter prova compra auto da siti internet non affidabili.
- Altri interpreti: Doris Schretzmayer (Sandra Keller), Udo Schenk (Dott. Grüber), Christof Arnold (Chris Wegmann), Tim Dominick Lee (Mark).

Nota: a causa del diverso ordine degli episodi tra Germania e Italia, questo episodio è stato trasmesso in Italia prima che in patria.

## Figlio coraggioso
- Titolo originale: Zivilcourage
- Diretto da: Sebastian Vigg
- Scritto da: Elke Schilling

### Trama
Il figlio di Dieter, Jochen, lavora per una società di noleggio limousine; uno dei clienti più ricchi e affiatati della compagnia è però Frank Elmann, contrabbandiere di droga, proprietario di una piccola compagnia aerea, la Flight Cargo Express. Egli non esita a picchiare la propria moglie Nora pur di costringerla a fare qualsiasi cosa lui decida. Semir e Tom inseguono uno spacciatore alle dipendenze di Elmann sull'autostrada, Marcus Drewer, che si schianta contro un bus di passaggio; Drewer sopravvive, ma rimane gravemente ferito. Elmann, preoccupato che il suo sottoposto parli, manda Struck (uno dei suoi scagnozzi) a ucciderlo. Jochen intanto scopre le percosse che Nora ha sulle braccia e la convince a ribellarsi al marito; la porta così a casa sua, dove spera che il marito non la trovi. Jochen viene scoperto e mandato fuori strada da Struck; rinchiuso in una stanza dell'aeroporto della compagnia aerea di Elmann e picchiato dallo scagnozzo, è costretto a rivelare dove si trova Nora. La donna viene catturata dal marito e assieme raggiungono l'aeroporto dove però, andando alla toilette, scopre Jochen legato e lo libera. I due vengono scoperti ma verranno salvati dall'intervento di Dieter, Tom e Semir che avevano seguito le tracce di Elmann.
- Altri interpreti: Tillbert Strahl-Schäfer (Jochen Bonrath), Ina Paule Klink (Nora Lindberg), Dirk Heinrichs (Frank Elmann), Thomas Wüpper (Struck), Sebastian Herrmann (Marcus Drewer), Markus H. Eberhard (Kai Schröder).

## La valigetta
- Titolo originale: Brennpunkt: Autobahn
- Diretto da: Sebastian Vigg
- Scritto da: Christian Heider, Alexander Kraus

### Trama
Un uomo che corre in modo estremamente veloce finisce giù da un ponte. Due ragazzi addetti ai lavori di riparazione del guard rail, Marko e Axel, trovano nel bagagliaio una valigetta e piuttosto che consegnarla alla polizia preferiscono tenersela. Intanto Tom e Semir vanno a visitare l'appartamento dell'uomo morto durante l'incidente; sull'uscio dell'edificio incrociano una donna e un uomo che tiene in mano un sacco dell'immondizia. Il profumo che indossava la donna è uguale a quello che Semir ha regalato ad Andrea e, entrando nell'appartamento messo sottosopra, egli sente lo stesso profumo. Allora Semir capisce che i due erano appena stati in quell'appartamento, si precipita insieme a Tom fuori dall'edificio e rovistano nei cassonetti, dove trovano dei raccoglitori pieni di fogli che parlano della ditta MIBA, una ditta il cui capo è Michael Ballschick. Marko intanto cerca di restituire la valigetta, che contiene molti soldi e un CD-ROM con una lista all'interno ma Axel, il suo compagno, ormai convinto di ricattare la ditta con il CD, gli dà un disco di musica Rock. Semir e Tom poco tempo dopo si ritroveranno a inseguire due scagnozzi di Michael Ballschick che vogliono recuperare il CD e uccidere Marko. Axel, ancora in possesso del disco, chiama quindi il capo della MIBA e lo ricatta chiedendogli un milione di Euro in cambio del CD. Questo scambio non andrà a buon fine ma Tom e Semir, avendo capito la gravità della situazione, arriveranno appena in tempo per salvare Axel e Marko e arrestare Michael Ballschick.
- Altri interpreti: Antonio Wannek (Marko Heinrich), Aaron Tristan Hildebrandt (Axel Kapellski), Frank Leo Schröder (Michael Ballschick), Doreen Dietel (Caroline Turner), Thomas Anzenhofer (Harald Köhler), Detlev Redinger (Ingo Weber).

Nota: l'episodio porta il medesimo titolo italiano del quarto episodio della quarta stagione.

## Fuori controllo
- Titolo originale: Außer Kontrolle
- Diretto da: Axel Barth
- Scritto da: Sven Ulrich

### Trama
Un tipo di pneumatico è la causa di una serie di incidenti stradali. Il titolare della ditta incarica i suoi collaboratori di far sparire ogni traccia: l'ingegnere responsabile della sicurezza tenta di informare la polizia.
- Altri interpreti: Matthias Komm (Matthias König), Götz Schubert (Carsten Beil), Ole Puppe (Robert Beil), Luc Feit (Grunert).

## Sorella minore
- Titolo originale: Kleine Schwester
- Diretto da: Axel Barth
- Scritto da: Frank Koopmann, Jeanet Pfitzer

### Trama
Di un incidente stradale viene accusata Christina, la sorella del commissario Engelhardt, che si difende dicendo di essere stata inseguita da due uomini che hanno cercato di rapirla. Intanto un uomo viene trovato morto e sull'arma del delitto vengono trovate le impronte della donna; il questore Schrankmann decide tuttavia di non arrestarla quando il capo del distretto Cobra le garantisce la sua innocenza. Tuttavia Hartmut scopre la presenza di droga sugli pneumatici della macchina, e anche le impronte dell'uomo morto. Ora per il questore non resta altro che arrestare la donna; tuttavia, prima di poter eseguire l'arresto, Christina viene rapita da due uomini sconosciuti.
- Altri interpreti: Friderikke-Maria Hörbe (Christina Engelhardt), Kerstin Thielemann (Isolde Maria Schrankmann).